# Пилипы (Деражнянский район)
Пилипы́ (укр. Пилипи́) — село в Деражнянском районе Хмельницкой области Украины.
Население по переписи 2001 года составляло 424 человека. Почтовый индекс — 32251. Телефонный код — 3856. Занимает площадь 3,062 км². Код КОАТУУ — 6821588201.

## Местный совет
32226, Хмельницкая обл., Деражнянский р-н, с. Пилипы, ул. Центральная, 6

## Известные уроженцы
- Атаманюк, Владимир Иванович — военный и общественный деятель ПМР.